# Bumps Blackwell
Robert Alexander „Bumps“ Blackwell (* 23. Mai 1918 in Seattle, Washington; † 27. Januar 1985 in Hacienda Heights, Kalifornien) war ein amerikanischer Musikproduzent und Songwriter in den Genres Rhythm and Blues und Rock ’n’ Roll.

## Leben und Wirken
Bumps Blackwell war am Konservatorium ausgebildet und begann seine musikalische Karriere in seiner Geburtsstadt Seattle am Piano seines eigenen Orchesters, in dem auch die noch weitgehend unbekannten Ray Charles und Quincy Jones mitwirkten; Bandvokalistin war Janet Thurlow. 1949 zog er nach Los Angeles, wo er 1953 seine Aufnahmen bei kalifornischen Plattenlabels anbot und er deswegen Kontakte zu der örtlichen Musikbranche bekam. Nach einer Zusammenarbeit mit Lou Adler und Herb Alpert wurde er Ende 1954 A&R-Manager bei Specialty Records unter der Leitung von Art Rupe, dessen damaliges Augenmerk vor allem auf Gospel und Rhythm and Blues lag.
Der Durchbruch für das Label und für Blackwell als Produzent gelang, als am 17. Februar 1955 ein Demo-Band eines noch unbekannten Rock-′n′-Rollers namens Little Richard bei Specialty Records in Hollywood eintraf. Blackwell und Rupe waren beeindruckt von diesem egozentrischen jungen Mann. Für Musikaufnahmen reisten Blackwell und Little Richard eigens nach New Orleans und buchten dort das J&M-Studio von Cosimo Matassa samt dessen renommierter Studioband. Die erste Session fand am 13. und 14. September 1955 statt, in der auch das berühmte Tutti Frutti entstand. Blackwell sorgte als Produzent für den Sound und die Intonation, die auf beinahe allen folgenden Little Richard-Songs aus den J&M-Studio identifizierbar sind. Zwischen 1955 und 1957 komponierte Blackwell einen Teil und produzierte die Gesamtheit an Hitsingles Little Richards, bis dieser sich 1957 aus dem Rock-′n′-Roll-Geschäft zurückzog.
In Los Angeles arbeitete Blackwell vor allem mit Gospel-Interpreten, allen voran den Soul Stirrers, mit deren Lead-Sänger Sam Cooke er mit Popsongs experimentierte. Dies fand nicht die Zustimmung des Labelchefs Rupe, so dass Blackwells Vertrag unter Verzicht auf Tantiemen für die Aufnahmen mit Little Richard aufgelöst wurde. Blackwell durfte stattdessen Cooke und dessen Masterbänder mit zum benachbarten Keen Records nehmen, wo You Send Me ein Millionenerfolg wurde.
Nachdem auch diese Zusammenarbeit 1959 beendet wurde, ging Blackwell zu Mercury Records, wo er unter anderem mit Little Richard Gospelaufnahmen einspielte. Bald darauf heuerte er bei seinem Schützling als Manager an. In späteren Jahren taucht Blackwell noch als Co-Produzent auf einigen Aufnahmen von Bob Dylan und Art Neville auf.

## Diskografie
Auf einigen Singles auf Specialty und Keen ist Blackwell auch als Interpret zu finden.
- 1956 – Wynona Carr and the Bumps Blackwell Band: Nursey Rhyme Rock/Please Mr. Jailer – Specialty 575
- 1957 – Wynona Carr and the Bumps Blackwell Band: What Do You Know About Love/Heartbreak Melody – Specialty 600
- 1958 – Bumps Blackwell: Sumpin' Jumpin′/Ms. & Dr. – Keen 3-4010